# Rio Vacacaí
O rio Vacacaí é um rio brasileiro do estado do Rio Grande do Sul. Tem aproximadamente 330 km de extensão. Sua vazão média de longo período no Balneário da Tunas em Restinga Seca, a 51 km da foz, é de 110 m³/s. Sua bacia tem área total de 10000 km², com descarga específica em torno de  0,016 m³/s/km².